# (24916) Stelzhamer
(24916) Stelzhamer (1997 EK11) – planetoida z pasa głównego asteroid okrążająca Słońce w ciągu 3,82 lat w średniej odległości 2,44 j.a. Odkryta 7 marca 1997 roku.